# Dobricionești
Dobricionești – wieś w Rumunii, w okręgu Bihor, w gminie Măgești. W 2011 roku liczyła 543 mieszkańców.